# (1050) Meta
(1050) Meta es un asteroide que forma parte del cinturón de asteroides y fue descubierto el 14 de septiembre de 1925 por Karl Wilhelm Reinmuth desde el observatorio de Heidelberg-Königstuhl, Alemania.

## Designación y nombre
Meta se designó inicialmente como 1925 RC.
Se desconoce la razón del nombre.

## Características orbitales
Meta orbita a una distancia media de 2,626 ua del Sol, pudiendo acercarse hasta 2,164 ua y alejarse hasta 3,088 ua. Su excentricidad es 0,1758 y la inclinación orbital 12,52°. Emplea 1554 días en completar una órbita alrededor del Sol.